# Antherospora scillae
Espèce
Synonymes
- Ustilago scillae Ciferri, 1931
- Urocystis scillae (Ciferri) Zundel, 1953.

Antherospora scillae est une espèce de champignons basidiomycètes phytoparasites de la famille des Floromycetaceae. Il provoque la maladie cryptogamique du charbon des anthères sur les espèces d'Asparagaceae des genres Prospero et Scilla.

## Description
Antherospora scillae se caractérise par des sores brun olive foncées sur les anthères, les fleurs étant légèrement gonflées. Les spores mesurent de 6 à 14 μm de long pour 5 à 10 μm de large. Elles sont granuleuses à presque lisses.
La plante infectée voit ses anthères castrées et son pollen remplacé au profit de son parasite qui utilise alors les insectes pollinisateurs comme vecteur de dissémination de ses propres téliospores. Les ovaires peuvent également être modifiés, se transformant alors en étamines. L'infection est systémique, l'ensemble des fleurs de l'inflorescence étant affectées.

## Impact parasitaire
Antherospora scillae a été récoltée en Europe sur les anthères de Prospero autumnale, Scilla bifolia, S. forbesii, S. luciliae, S. sardensis, S. siberica et de S. verna,.